# Brandisia kwangsiensis
Brandisia kwangsiensis är en tvåhjärtbladig växtart som beskrevs av Hui Lin Li. Brandisia kwangsiensis ingår i släktet Brandisia och familjen Paulowniaceae. Inga underarter finns listade i Catalogue of Life.